# 9-й гвардійський танковий корпус (СРСР)
9-й гвардійський танковий Уманський ордена Леніна, Червонопрапорний, ордена Суворова корпус — оперативно-тактичне військове об'єднання в складі ЗС СРСР періоду Другої Світової війни.

## Історія
9-й гвардійський танковий корпус створений шляхом переформування із 3-го танкового корпусу, відповідно наказу НКО № 0376с від 20 листопада 1944 року.
У складі 2-ї гвардійської танкової армії 1-го Білоруського фронту корпус брав участь в бойових діях на території Польщі та Німеччини, при штурмі Берліна.
За мужність, відвагу і героїзм, виявлені особовим складом в боях з німецько-фашистськими загарбниками, 25 786 вояків корпусу нагороджено орденами і медалями, 69 воїнів отримали високе звання Героя Радянського Союзу, 4 бійців стали повними кавалерами ордена Слави.
У липні 1945 року переформований в 9-у гвардійську танкову дивізію.

## Командування

### Командир корпусу
генерал-майор танкових військ Веденєєв Микола Денисович (з 20.11.1944).

### Начальник штаба корпусу
полковник Швецов Костянтин Іванович (з 20.11.1944).

## Склад корпусу
- Управління корпусу;
- 47-а гвардійська танкова Умансько-Померанська ордена Леніна, Червонопрапорна, орденів Суворова, Кутузова і Богдана Хмельницького бригада;
- 50-а гвардійська танкова Умансько-Померанська ордена Леніна, Червонопрапорна, орденів Суворова, Кутузова і Богдана Хмельницького бригада;
- 65-а гвардійська танкова Севсько-Померанська ордена Леніна, двічі Червонопрапорна, орденів Суворова, Кутузова і Богдана Хмельницького бригада;
- 33-я гвардійська мотострілецька Умансько-Берлінська Червонопрапорна, орденів Суворова, Кутузова і Богдана Хмельницького бригада;
- 341-й гвардійський важкий самохідно-артилерійський Варшавський Червонопрапорний, ордена Олександра Невського полк;
- 369-й гвардійський самохідно-артилерійський Люблінсько-Померанський Червонопрапорний, ордена Кутузова полк;
- 386-й гвардійський самохідно-артилерійський Люблінський орденів Кутузова і Олександра Невського полк;
- 1643-й артилерійський полк;
- 234-й гвардійський мінометний полк;
- 66-й гвардійський зенітно-артилерійський полк;
- 17-й окремий гвардійський мотоциклетний Померанський Червонопрапорний батальйон;
- 126-й окремий гвардійський мінометний дивізіон;
- Корпусні частини:
  - 185-й окремий гвардійський батальйон зв'язку;
  - 135-й окремий гвардійський саперний батальйон;
  - 64-а окрема рота хімічного захисту (з 06.05.1943);
  - 3-а окрема автотранспортна рота підвозу ПММ, з 20.04.1945 — 813-а окрема автотранспортна рота підвозу ПММ;
  - 97-а рухома танкоремонтна база;
  - 106-а рухома авторемонтна база;
  - 8-а окрема авіаланка зв'язку;
  - 18-й польовий автохлібозавод;
  - 2081-а військово-поштова станція.

## Участь в бойових діях
з 20.11.1944 по 09.05.1945 року.

## Нагороди і почесні найменування
- Уманський  (Наказ ВГК СРСР від 19.03.1944);
- Орден Леніна (Указ Президії ВР СРСР від 05.04.1945) — за відмінну майстерність особового складу при проведенні Варшавсько-Познанської операції;
- Орден Червоного Прапора (Указ Президії ВР СРСР від 09.08.1944) — за героїзм і мужність, виявлені в боях по визволенню Любліна;
- Орден Суворова II ступеня (Указ Президії ВР СРСР від 19.03.1944) — за зразкове виконання бойових завдань командування і сприяння успішним діям 16-го танкового корпусу при звільненні міста Вапнярка.